# Andrei Shleifer
Andrei Shleifer est un économiste russo-américain né le 20 février 1961 à Moscou. Il est professeur d'économie à l'université Harvard. Il est notamment lauréat de la médaille John Bates Clark en 1999. Il est notamment connu pour ses travaux en finance d'entreprise et sur les liens entre le droit et l'économie.
On lui doit notamment la théorie de la « compétition par étalon » (yardstick competition) qui propose un mécanisme pour inciter les monopoles locaux à réduire leurs coûts.

## Vie privée
Andrei Shleifer naît dans une famille juive à Moscou, en URSS, en 1961. Sa famille émigre à Rochester, dans l'état de New York, lorsqu'il est adolescent, en 1976. Il étudie ensuite les mathématiques et obtient une licence à l'Université Harvard en 1982. Il poursuit des études supérieures en économie et obtient son doctorat au MIT en 1986. 

## Controverses
Au début des années 1990, Andrei Shleifer a dirigé un projet à l'Université Harvard au sein du Harvard Institute for International Development (HIID), mandaté par le gouvernement américain pour investir dans le développement de l'économie russe. Shleifer était également un conseiller direct d'Anatoli Tchoubaïs, alors vice-premier ministre de Russie, qui gérait le portefeuille Rosimushchestvo (russe : росимущество, lit. « Actifs russes » ou Comité pour la gestion des biens de l'État) et a été l'un des principaux ingénieurs des campagnes de privatisation des biens publics d'État russes, constitués à l'époque de l'URSS. 
Shleifer a également été chargé d'établir un marché boursier et de capitaux pour la Russie. En 1996, des plaintes judiciaires concernant le projet du HIID ont conduit le Congrès américain à lancer une enquête, qui a déclaré que le HIID avait acquis « un contrôle substantiel et indu sur le pilotage et l'intervention du programme d'aide national américain ». En 1997, l’Agence américaine pour le développement international (USAID) a annulé la majeure partie du financement du projet, après que des enquêtes ont révélé qu'Andrei Shleifer avait utilisé les asymétries d'information procurées par sa position privilégiée pour tirer profit d’investissements sur les marchés boursiers russes, et sur le rachat de biens d'État russes privatisés. En outre, l'épouse de Shleifer, Nancy Zimmerman, aurait géré un fonds d'investissement spéculant sur les obligations d'État russes. En août 2005, l'Université Harvard, Shleifer, Zimmerman et le ministère américain de la Justice ont conclu un accord en vertu duquel l'université s'engageait à payer 26,5 millions de dollars de dédommagement, Shleifer 2 millions de dollars et Zimmerman 1,5 million de dollars, soit une somme marginale rapportée aux profits engrangés grâce aux activités spéculatives prédatrices comme le rachat de biens publics à bas prix. En 2022, la capitalisation du fonds d'investissement de Zimmerman s'établit en effet à 12 milliards de dollars. Le cas Shleifer constitue aujourd'hui un exemple de capitalisme de connivence (crony capitalism).

## Publications
En septembre 2018, Ideas/RePEc classait Shleifer premier en termes de publications de recherche en économie parmi les 54 233 économistes enregistrés dans le RePEc Author Service.
- (en) Rafael La Porta, Florencio Lopez-de-Silanes et Andrei Shleifer, « The Economic Consequences of Legal Origins », Journal of Economic Literature, vol. 46, no 2,‎ juin 2008, p. 285-332 (JSTOR 27646991)